# Newburgh (New York)
Newburgh je město v americkém státě New York v okrese Orange County. Nachází se 97 km severně od města New York a asi 130 km jižně od města Albany na řece Hudson River. Má rozlohu 12,4 km² a žije zde přes 28 tisíc obyvatel (2000), nadmořská výška města je 0 m n. m. Je pojmenováno po Newburghu ve Skotsku a je součástí metropolitní oblasti Greater New York.